# Paramaretia
Paramaretia is een geslacht van zee-egels uit de familie Eurypatagidae.

## Soorten
- Paramaretia multituberculata Mortensen, 1950
- Paramaretia peloria (H.L. Clark, 1916)
- Paramaretia tuberculata (A. Agassiz & H.L. Clark, 1907)